# Metalit
Die Bezeichnung Metalit für Metall-Katalysatoren ist eine seit 1988 geschützte Marke des Unternehmens Emitec in Lohmar bei Köln. Seit der Gründung im Jahre 1986 als Tochtergesellschaft des britischen Automobilzulieferers GKN und Siemens werden Metall-Katalysatorträger für alle Neu- und Weiterentwicklungen eingesetzt.

## Kennzeichen
Wesentliche Kennzeichen (meist patentgeschützt) der Metalit-Metall-Katalysatoren sind die S-förmige (Standard) oder die SM-Wicklung (modifiziert) sowie die Verbindungstechnik (Hartlöten) der einzelnen Metallfolienlagen (je nach Ausführung nur 0,03 mm dünn) untereinander und zusammen mit dem Metallmantel.

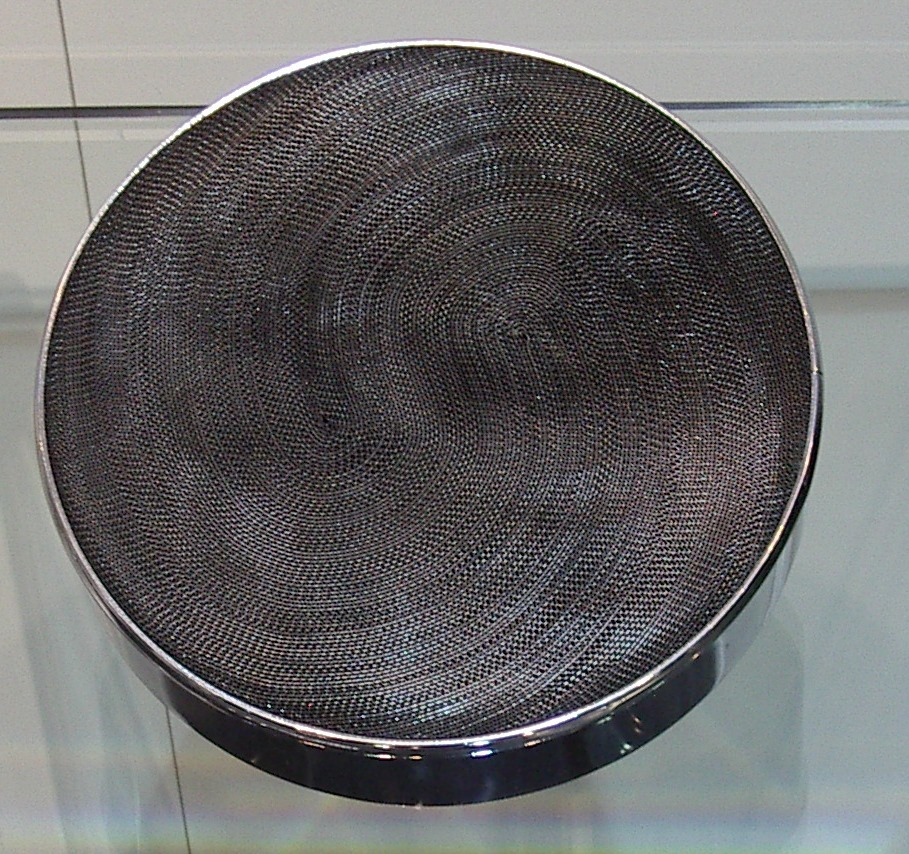
Emitec Metalit-Katalysator in S-Wicklung
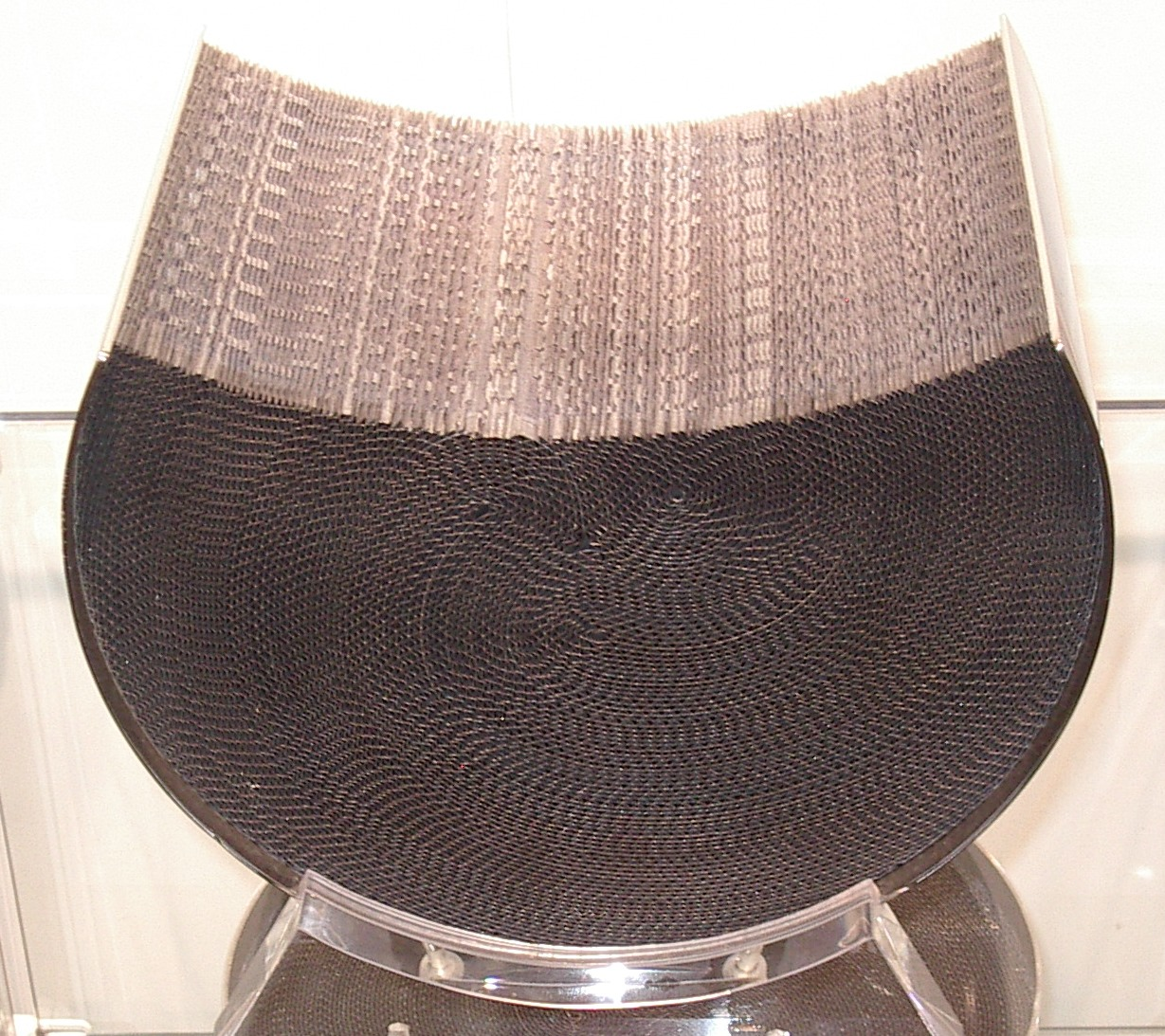
Metalit-Katalysator in SM-Wicklung
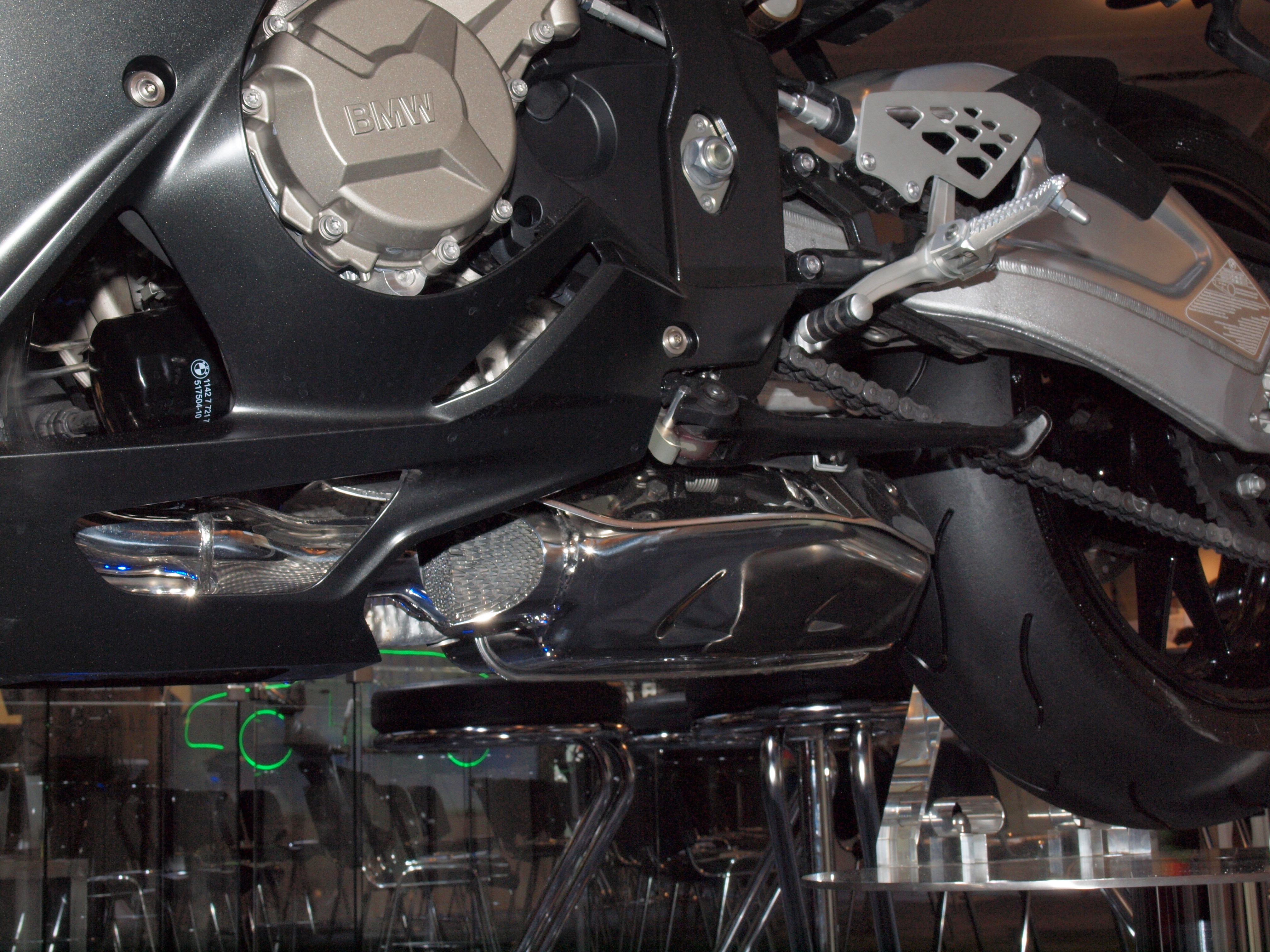
Emitec Metalit-Katalysator in einem Motorrad BMW S 1000 RR

## Verwendung
Die Metalit-Metall-Katalysatoren werden sowohl im Fahrzeugbau (Automobil, Zweirad, Nutzfahrzeuge) wie auch im Industriebereich (Chemie- und Kraftwerke) und sogar bei Produkten für den Endverbraucher (Laubblasgeräte, Sägen und Trimmer) eingesetzt.
Im Fahrzeugbau werden Metalit-Metall-Katalysatoren bei allen namhaften Automobil-, Zweirad-, Nutzfahrzeugherstellern eingesetzt, sowohl für Hochleistungsfahrzeuge als auch für Massenmodelle. Es gibt Metalit-Metall-Katalysatoren für Benzin- und Dieselmotoren. Die jüngste Entwicklung sind sogenannte Feinstaub-Metalit-Katalysatoren, die nach dem Wanddurchfluß-/Nebenstromprinzip die feinen und feinsten Rußpartikel der Dieselmotoren abscheiden und verbrennen.